# تشارلز والاس هنت
تشارلز والاس هنت (بالإنجليزية: Charles Wallace Hunt)‏ هو مخترِع أمريكي، ولد في 13 أكتوبر 1841، وتوفي في 27 مارس 1911.